# Benthophilus leobergius
A Benthophilus leobergius a sugarasúszójú halak (Actinopterygii) osztályának sügéralakúak (Perciformes) rendjébe, ezen belül a gébfélék (Gobiidae) családjába és a Benthophilinae alcsaládjába tartozó faj.

## Előfordulása
A Benthophilus leobergius főleg Oroszország területén fordul elő, a Volga torkolatvidékénél és a Kaszpi-tengerben.

## Megjelenése
Ez a hal legfeljebb 10 centiméter hosszú. Szemei között két dudor látható. A felső állcsontja előrébb ugrik.

## Életmódja
A lassú folyású és állóvizeket kedveli. Nyáron 0,5-10 méteres mélységekben tartózkodik, télen mélyebbre húzódik. Körülbelül egy évig él. Tápláléka fenéklakó gerinctelenek, főleg puhatestűek. Oldalain, rendezetlen sorokban sötét foltok és pettyek vannak.

## Szaporodása
A Benthophilus leobergius ívási időszaka április–október között van. A nőstény két, vagy több helyre rakja le ikráit, utána pedig elpusztul. A hím körülbelül 3-4 héttel tovább él, és eközben valószínűleg az ikrákra vigyáz.